# Globális Vipassana Pagoda
A Globális Vipassana Pagoda egy meditációs kupolacsarnok, mely körülbelül 8.000 Vipassana meditáló befogadására alkalmas (a világ legnagyobb, ilyen jellegű meditációs csarnoka). Gorai falu közelében található, észak-nyugatra Mumbai-tól, India Maharashtra tartományának fővárosától. A pagodát Pratibha Patil, India akkori elnöke avatta fel 2009. február 8-án. A Gorai-patak és az Arab-tenger közötti félszigeten, adományozott területen épült. A pagoda a béke és harmónia emlékműveként szolgál. A Globális Vipassana Pagoda a Sayagyi U Ba Khin (1899 - 1971) tanító iránti hála kifejezéseként épült. U Ba Khin Vipassana tanító és a Független Burma egyik első, magas szintű kormányhivatalnoka volt, akinek elévülhetetlen szerepe volt abban, hogy a Vipassana visszatérjen Indiába, ahonnan származik.
A teljes mértékben önkéntes adományokból épült Globális Vipassana Pagoda célja: 1) információk megosztása, terjesztése a Vipassana-ról, valamint 2) információk terjesztése Gotama Buddha-ról és tanításairól. A Vipassanā (Vipasszaná) a Buddha univerzális, szekta mentes tanításainak gyakorlati lényege.
Hagyományos burmai dizájnja a hála kifejezése Mianmar (korábbi nevén Burma) felé a Vipassana technika megőrzéséért. A pagoda formája a Rangun-ban, Mianmarban található Svedagon pagoda (Arany Pagoda) másolata. Ősi indiai és modern technológiák ötvözésével épült, annak érdekében, hogy ezer évig fennmaradjon.

## Leírás
A Globális Vipassana Pagoda középpontja tartalmazza a világ legnagyobb, tartóoszlopok nélkül épült kő kupoláját. A kupola magassága körülbelül 29 méter, az épület magassága pedig 99,06 méter, amely kétszer akkora, mint a világ korábbi legnagyobb üreges kőemléke, az indiai Bijapurban található Gol Gumbaz kupola.
A kupola legnagyobb elemének külső átmérője 97,46 m, a rövidebb elemek 94,82 méteresek. A belső átmérő 85,15 m. A pagoda belseje üreges és hatalmas meditációs csarnokként szolgál a maga több, mint 6.000 m2 (65.000 ft2) területével.
A hatalmas belső kupola több, mint 8.000 fő számára biztosít helyet a (szekta mentes) Vipassana meditáció gyakorlására, úgy, ahogy azt S. N. Goenka tanította, és ahogyan több, mint 100 országban gyakorolják napjainkban. A pagodát egy egynapos meditációs kurzussal avatták fel 2008. december 21-én, ahol S. N. Goenka is részt vett tanítóként.
Ingyenes, tíznapos Vipassana meditációs kurzusok zajlanak a Dhamma Pattana meditációs központban, mely a Globális Vipassana Pagoda komplexum része.

## Az építés története

### Idővonal
A Globális Vipassana Pagoda építésének tervezése 1997-ben kezdődött, az építkezési munkálatok pedig 2000-ben indultak el. A pagoda három alkupolából áll. Az első és legnagyobb kupola 2006 októberében készült el, amikor is Gautama Buddha csontmaradványai elhelyezésre kerültek a kupola központi zárókövében 2006. október 29-én - ezzel ez lett a világ legnagyobb, Buddha ereklyéit tartalmazó építménye. Az ereklyéket eredetileg Bhattiprolu-ban, Andhra Pradesh állam Guntur tartományában, Dél-Indiában, egy sztupában találták. Az Indiai Mahabodhi Társaság és Sri Lanka miniszterelnöke adományozta őket a Globális Vipassana Pagodának. A második és harmadik kupola az első kupola tetején helyezkedik el. A harmadik kupola építése 2008. november 21-én fejeződött be.
A Globális Vipassana Pagoda komplexum folyamatosan fejlődő épület. Egy múzeum mutatja be Gotama Buddha történelmi tényeken alapuló életét és szekta mentes tanítását. A Globális Vipassana Pagoda oktatási anyagai a valódi boldogság felé vezető útként mutatják be Buddha tanítását a Vipassana általános gyakorlásáról.
A Globális Vipassana Pagoda komplexum a következő elemekből áll:
- Pagoda kupola a Buddha ereklyéivel. A masszív Pagoda kupola tartóoszlopok nélküli szerkezete és a tér körülbelül 8.000 fő Vipassana meditáló befogadására képes - ezzel ez a világ legnagyobb meditációs terme.
- A Dhamma Pattana meditációs központ
- Buddha életét bemutató múzeum
- Két kisebb pagoda az északi és déli oldalon
- Könyvtár és tanulószobák
- Körkörös ösvény a kupola körül
- Adminisztrációs épület
- Földalatti, többszintes parkolóház
- Vipassana Kutatóintézet iroda és létesítmény a páli tanulmányi programhozDhammalaya Vendégház a Vipassana gyakorlók számára

A déli pagoda 108 meditációs cellát tartalmaz, melyeket a szomszédos meditációs központban tartott tanfolyamok Vipassana tanítványai használnak.

### Építőanyagok
A kupola alapzata bazalt, a kupola maga pedig Rajasthan-ból származó homokkő. Az egyes homokkő tömbök egyenként 600–700 kg-ot nyomnak és a téglák egyedi kialakításának, formájának köszönhetően egymást tartják fixen, egy helyben. Minden egyes tégla összefonódik a vele szomszédosakkal és mészhabarcs tölti ki az esetlegesen fennmaradó réseket, űröket. A körkörös ösvény márványból készült.
A pagoda csúcsát egy nagyméretű kristály díszíti. A tornyot valódi arany borítja, míg a pagoda többi része arany színűre van festve. A torony tetején egy speciális, a burmaiak által adományozott, díszes ernyő darab található. A pagoda főbejárata fából készült és Mianmarban (korábban Burma) készült kézi faragás díszíti.

## Fordítás
Ez a szócikk részben vagy egészben  a   Global Vipassana Pagoda című angol Wikipédia-szócikk fordításán alapul.  Az eredeti cikk szerkesztőit annak laptörténete sorolja fel. Ez a jelzés csupán a megfogalmazás eredetét és a szerzői jogokat jelzi, nem szolgál a cikkben szereplő információk forrásmegjelöléseként.

## Külső hivatkozások
- Hivatalos weboldala (angol)